# Haris Međunjanin
Haris Međunjanin (ur. 8 marca 1985 w Sarajewie) – piłkarz bośniacki grający na pozycji ofensywnego pomocnika. Od 2017 roku jest zawodnikiem klubu Philadelphia Union. Posiada także obywatelstwo holenderskie.

## Kariera klubowa
Međunjanin urodził się w Sarajewie. W 1992 roku z powodu wybuchu wojny w Bośni i Hercegowinie wraz z matką i siostrą wyemigrował do Holandii. Ojciec natomiast pozostał w rodzinnym mieście i zginął podczas oblężenia Sarajewa.
Karierę piłkarską Međunjanin rozpoczął w klubie Swift Atletiek. Następnie trenował również w klubach z Alkmaaru, AFC'34 i AZ Alkmaar. W 2004 roku stał się członkiem pierwszej drużyny AZ. 20 lutego 2005 roku zadebiutował w Eredivisie w zremisowanym 1:1 domowym spotkaniu z Rodą JC Kerkrade. Natomiast 3 marca 2006 strzelił pierwszego gola w lidze holenderskiej, w meczu z NEC Nijmegen. Wiosną 2006 wywalczył wicemistrzostwo Holandii, a latem tamtego roku został wypożyczony do Sparty Rotterdam, w której po raz pierwszy wystąpił 18 sierpnia 2006 w spotkaniu z SBV Vitesse (1:2). W 2007 roku wrócił do AZ i grał w nim jeszcze w sezonie 2007/2008.
W 2008 roku Međunjanin przeszedł do hiszpańskiego Realu Valladolid. W Realu zadebiutował 14 września 2008 w wygranym 2:1 domowym meczu z Atlético Madryt. W Valladolidzie występował przez dwa sezony i w Primera División rozegrał łącznie 42 spotkania, w których strzelił 6 bramek. W 2010 roku spadł z Realem do Segunda División.
W 2010 roku Međunjanin, po spadku Realu, odszedł za 800 tysięcy euro do izraelskiego Maccabi Tel Awiw, z którym podpisał czteroletni kontrakt. 15 lipca 2010 zaliczył oficjalny debiut w Maccabi, w meczu eliminacji Ligi Mistrzów z czarnogórskim Mogrenem Budva (2:0). Z kolei w lidze izraelskiej po raz pierwszy wystąpił 22 sierpnia 2010 w meczu z Maccabi Hajfa (0:1). W latach 2012–2014 grał w Gaziantepsporze, a w latach 2014–2015 był piłkarzem Deportivo La Coruña. W 2016 wrócił do Maccabi. W styczniu 2017 roku przeniósł się do Philadelphia Union występującego w MLS (Major League Soccer), czyli najwyższej amerykańskiej klasie rozgrywkowej. 25 stycznia 2019 roku Međunjanin przeniósł się do FC Cincinnati (klubu również z MLS) za 900 tys. euro.
| Sezon   | Klub                                                                          | Kraj                       | Rozgrywki                       | Mecze | Bramki |
| ------- | ----------------------------------------------------------------------------- | -------------------------- | ------------------------------- | ----- | ------ |
| 2004/05 | AZ Alkmaar                                                                    | Holandia                   | Eredivisie                      | 3     | 0      |
| 2005/06 | AZ Alkmaar                                                                    | Holandia                   | Eredivisie                      | 10    | 3      |
| 2006/07 | Sparta Rotterdam                                                              | Holandia                   | Eredivisie                      | 32    | 7      |
| 2007/08 | AZ Alkmaar                                                                    | Holandia                   | Eredivisie                      | 12    | 1      |
| 2008/09 | Real Valladolid                                                               | Hiszpania                  | Primera División                | 18    | 1      |
| 2009/10 | Real Valladolid                                                               | Hiszpania                  | Primera División                | 24    | 5      |
| 2010/11 | Maccabi Tel Awiw                                                              | Izrael                     | Ligat ha’Al                     | 32    | 8      |
| 2011/12 | Maccabi Tel Awiw                                                              | Izrael                     | Ligat ha’Al                     | 14    | 1      |
| 2012/13 | Gaziantepspor                                                                 | Turcja                     | Süper Lig                       | 30    | 4      |
| 2013/14 | Gaziantepspor                                                                 | Turcja                     | Süper Lig                       | 32    | 2      |
| 2014/15 | Deportivo La Coruña                                                           | Hiszpania                  | Primera División                | 24    | 2      |
| 2015/16 | Deportivo La Coruña                                                           | Hiszpania                  | Primera División                | 0     | 0      |
| 2016/17 | Maccabi Tel Awiw (do 31 stycznia 2017), Philadelphia Union (od 1 lutego 2017) | Izrael , Stany Zjednoczone | Ligat ha’Al Major League Soccer | 17    | 1      |
| 2017/18 | Maccabi Tel Awiw (do 31 stycznia 2017), Philadelphia Union (od 1 lutego 2017) | Izrael , Stany Zjednoczone | Ligat ha’Al Major League Soccer | 34    | 2      |
| 2018/19 | Maccabi Tel Awiw (do 31 stycznia 2017), Philadelphia Union (od 1 lutego 2017) | Izrael , Stany Zjednoczone | Ligat ha’Al Major League Soccer | 26    | 2      |

## Kariera reprezentacyjna
W 2006 roku Međunjanin wystąpił wraz z reprezentacją Holandii U-21 na Mistrzostwach Europy U-21, które Holandia wygrała. W 2007 roku został powołany przez Foppe de Haana na kolejne Mistrzostwa Europy, na których Holendrzy obronili tytuł mistrzowski.
W 2009 roku Međunjanin w jednym z wywiadów, stwierdził, iż chce reprezentować Bośnię i Hercegowinę. 31 października tamtego roku otrzymał od selekcjonera Miroslava Blaževicia pierwsze powołanie do kadry na baraże o awans do Mistrzostw Świata 2010 z Portugalią. Ostatecznie zadebiutował w niej w drugim z tych spotkań, które odbyło się 18 listopada 2009 w Zenicy i które Bośnia i Hercegowina przegrała 0:1. 17 października 2010 w sparingu ze Słowacją (3:2) strzelił pierwszego gola w kadrze narodowej.